# Helobata larvalis
Helobata larvalis är en skalbaggsart som först beskrevs av Horn 1873.  Helobata larvalis ingår i släktet Helobata och familjen palpbaggar. Inga underarter finns listade i Catalogue of Life.